# Закон Джонса (Филиппины)

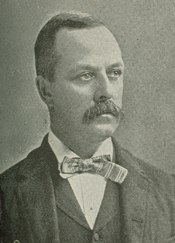
Уильям Аткинсон Джонс, автор закона

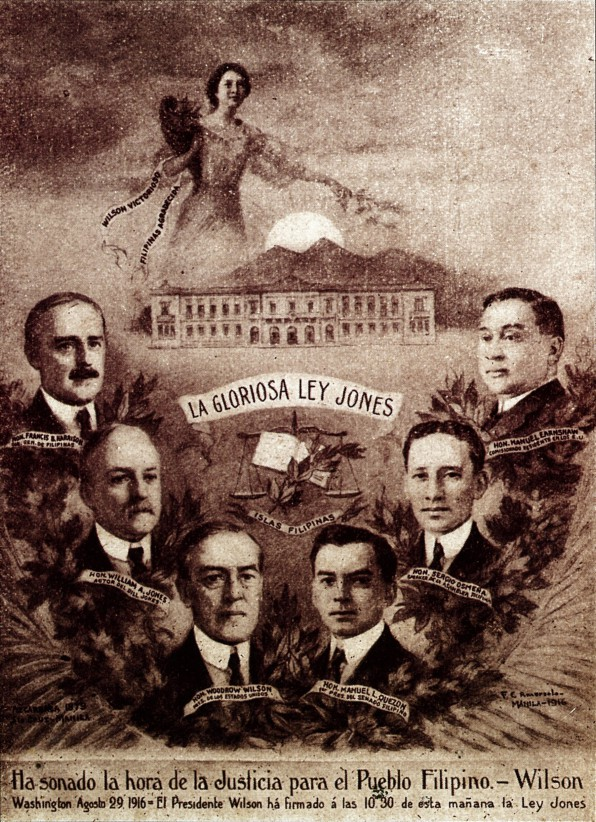
Рекламный плакат, посвящённый закону

Закон Джонса (англ. Jones Law), также известный как Акт Джонса (англ. Jones Act) или Акт об автономии Филиппин (англ. Philippine Autonomy Act) — органический закон США, принятый 29 августа 1916 года Конгрессом США, заменивший Филиппинский органический акт и игравший роль Конституции Филиппин. В 1934 году он утратил свою силу после принятия закона Тайдингса — Макдаффи, который позже стал предпосылкой к созданию Содружества Филиппин и признанию независимости Филиппин от США. Закон Джонса позволил создать первый законодательный орган Филиппин (Выборную ассамблею) и провести парламентские выборы.
Закон был принят 29 августа 1916 года 64-м Конгрессом США, включив себя первое формальное и официальное провозглашение намерений Федерального правительства США и президента Уильяма Маккинли предоставить независимость Филиппинам, хотя филиппинцы в своей декларации независимости об этих событиях не упоминали. Закон играл роль рамочного соглашения для «более автономного правительства» с определёнными привилегиями американцев по защите своих прав и свобод, а также должен был стать подготовкой к признанию независимости Филиппин от США. По закону Филиппины могли стать независимыми в том случае, если будет образовано стабильное правительство и гарантировано «устойчивое управление», но вопрос о признании правительства «стабильным» решали Штаты.
По закону Выборная ассамблея Филиппин стала избираемым законодательным органом власти, расширив свою автономию от Правительства США. Филиппинский органический акт сделал нижнюю палату Выборной ассамблеи (собственно Ассамблея Филиппин) избираемой, а верхнюю палату (Комиссия Филиппин) — назначаемой. Закон Джонса сделал Выборную ассамблею полностью избираемой гражданами и переименовал Ассамблею в Палату представителей. Исполнительную власть осуществлял Генерал-губернатор Филиппин, гражданин США.
3 октября 1916 года прошли выборы в новосозданный Сенат Филиппин. 6 июня, ещё до этого, состоялись выборы в Палату представителей; избранные по итогам выборов стали членами Палаты представителей по закону.

## Подготовка законопроекта
Целью закона было предоставление независимости Филиппинам. Президент США Теодор Рузвельт в 1901 году заявил, что США намерены сделать всё возможное, чтобы у Филиппин появилось самоуправление, чтобы они были готовы к независимости тогда, когда настанет эпоха «действительно свободных наций». В 1907 году американская общественность считала пристутствие американцев на Филиппинах неоплачиваемым и слишком дорогим, из чего Рузвельт признал, что предоставить независимость Филиппинам надо как можно скорее.
В 1912 году в своей предвыборной кампании будущий президент США Вудро Вильсон заявил, что Филиппины являются самой дальней граничной территорией США, однако выразил намерения как можно скорее «избавиться от этой границы». И ещё до выборов председатель Комитета Палаты представителей по островным вопросам (англ. U.S. House Committee on Insular Affairs) Уильям Аткинсон Джонс подготовил законопроект с указанной датой признания независимости Филиппин, однако отложил вынесение законопроекта на рассмотрение.
В итоге один из двух представителей Филиппин в Палате, Мануэль Кесон, занялся разработкой нового закона и в начале 1914 года разработал второй проект, уже после избрания Вильсона президентом и назначения Фрэнсиса Бёртона Гаррисона на посты председателя комиссии Тафта и генерал-губернатора Филиппин. Вильсон заявил Кесону, что не потерпит каких-либо жёстких ограничений по крайним срокам признания независимости, поэтому Кесон внёс изменения в законопроект так, чтобы обеспечить достаточную гибкость, устраивавшую Вильсона.

## Принятие закона

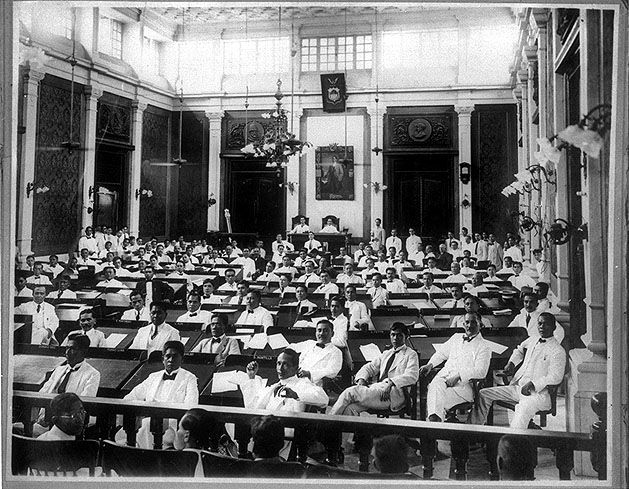
Заседание Выборной ассамблеи Филиппин, образованной по закону Джонса. Манила, 15 сентября 1916 года

В октябре 1913 года закон был принят Палатой представителей, а затем одобрен в Сенате при поддержке генерал-губернатора Фрэнсиса Гаррисона, военного министра США Линдли Гаррисона и президента США Вудро Вильсона. 29 августа 1916 года окончательная версия закона была подписана Президентом США Вудро Вильсоном после принятия изменений, внесённых Сенатом и Конференционным комитетом Конгресса
Среди положений закона было и создание исключительно филиппинского законодательного органа. По закону был создан Сенат Филиппин, заменивший Филиппинскую комиссию в качестве верхней палаты национального парламента.